# Milicia Estatal de Kentucky
La Milicia Estatal de Kentucky (Kentucky State Militia en inglés) fue una milicia constitucional con sede en el estado de Kentucky, Estados Unidos. El grupo se hizo conocido por una persecución, que terminó con la incautación de varias armas de fuego y municiones, utilizadas por el grupo. En su sitio web, el grupo afirmó tener 600 militantes, y no ser un "grupo racista", además de que en su formación estaba orientado a la sobrevivencia y la práctica de "maniobras ofensivas".

## Incidentes con las fuerzas de seguridad
El 14 de octubre de 2001, el diputado Scott Elder del Departamento del Sheriff del condado de Bell vio un camión camuflado conduciendo imprudentemente por la Ruta 25E en el condado de Bell, Kentucky. Encendió las luces de persecución y notó que las luces traseras del camión estaban rotas. Cuando detuvo el camión, se acercó desde la parte trasera del vehículo y notó "Kentucky Militia" escrito en la parte trasera y lateral del camión. Al principio, Elder no se preocupó porque el conductor parecía agradable y accedió a cuidar las luces traseras, pero luego, el hombre se puso muy nervioso y comenzó a gritarle. Luego vislumbró un cargador de pistola en la ventana y le pidió al hombre que saliera de la camioneta, pero el hombre desafió al oficial y se fue. Mientras Elder lo perseguía, el hombre dio un giro en U y se dirigió directamente hacia Elder. En ese momento, cuando pidió refuerzos, el hombre comenzó a dispararle. Con las balas volando y su vida en juego, Elder repentinamente cambió las tornas y comenzó a dirigirse hacia el camión. Luego, el hombre frenó bruscamente y saltó de su vehículo. Se produjo una salvaje ola de disparos cuando el hombre vació al menos treinta rondas de municiones. Elder respondió, pero el hombre desapareció por la carretera.
El segundo anciano todavía estaba en estado de shock a la mañana siguiente cuando las autoridades descubrieron el vehículo abandonado del pistolero en el bosque trasero e identificaron al propietario como Stephen Anderson, de 55 años. En la parte trasera del camión, los agentes encontraron suficientes armas que podrían equipar a un pequeño ejército. Se encontraron seis bombas de tubo en la cabina, mientras que la parte trasera contenía un rifle semiautomático, 9.000 cartuchos de munición y otros equipos de supervivencia, como ropa y comida. Investigaciones posteriores revelaron que Anderson aparentemente tenía vínculos con el grupo paramilitarllamado Kentucky State Militia, una organización no autorizada por algún organismo gubernamental. La misión de la Milicia era la de "proteger y defender la Constitución de todos los enemigos, extranjeros y domésticos". Sin embargo, según los funcionarios encargados de hacer cumplir la ley, algunos miembros pueden ser fanáticos y peligrosos, y Anderson fue uno de ellos. De hecho, poco antes del tiroteo, fue expulsado del grupo de milicias. Cuando las autoridades obtuvieron una orden de registro para la propiedad de Anderson, encontraron un enorme alijo de armas que incluía varias bombas de tubo, granadas, ametralladoras y alrededor de 12,000 rondas de municiones. También encontraron un transmisor de radioaficionado supuestamente utilizado por Anderson para transmitir venganzas llenas de odio contra el "establecimiento" junto con una grabación de cómo planeó su encuentro con el viejo. Planeaba dispararle a quemarropa cuando llegara a su coche. Las autoridades creen que Anderson estaba planeando comenzar una guerra; esperan arrestarlo antes de que lleve a cabo su plan.

## Arresto
Stephen Anderson fue arrestado el 22 de noviembre de 2002, cuando un espectador lo colocó viviendo en las afueras del condado de Cherokee en Carolina del Norte. En 2003 fue condenado por cargos de armas derivados del enfrentamiento con la policía y condenado a quince años de prisión. Otro miembro arrestado se declara culpable de dos cargos de armas.

### En la cultura popular
El caso de Stephen Howard Anderson fue retratado en el programa America's Most Wanted, emitido el 19 de junio de 2002. Un espectador denunciaría más tarde a Anderson a las autoridades en noviembre de 2002.